# Tiến trình (khoa học máy tính)
Trong ngành khoa học máy tính, tiến trình (tiếng Anh: process) là một thực thể (instance) của một chương trình máy tính đang được thực thi bởi một hoặc nhiều luồng (thread). Một tiến trình có riêng một không gian địa chỉ, có ngăn xếp (stack) riêng rẽ, có bảng chứa các file descriptor được mở cùng tiến trình và đặc biệt là có một định danh PID (process identifier) duy nhất trong toàn bộ hệ thống vào thời điểm tiến trình đang chạy.